# Partita
Pour les articles homonymes, voir Cassation (homonymie).

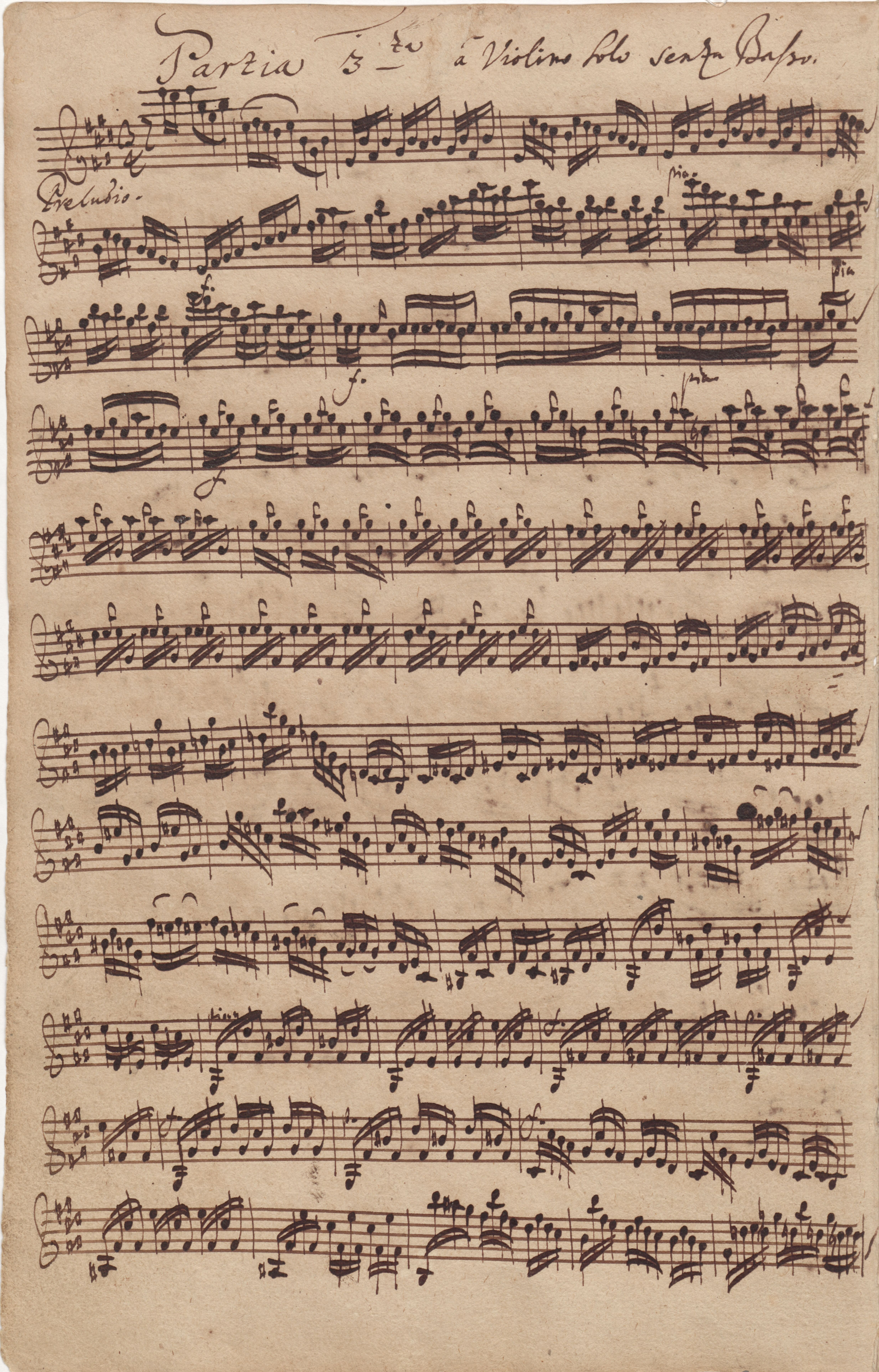
Première page manuscrite de la Partita pour Violon seul, BWV 1006 par Jean-Sébastien Bach.

La Partita, parfois appelée cassation, se réfère selon les époques, selon le compositeur, à des formes musicales diverses : synonyme d'une suite, d'une sonate, d'un cycle de variations, etc. Le terme est surtout utilisé en Italie et en Allemagne, aux XVIe et XVIIe siècles. Il vient d'un mot italien qui se référait aux variations libres, appelées parties, d'une chanson populaire (en allemand : Partie, Parthie, Partia, Parthia ; en latin : pars – au pluriel : des « partitas » en français, ou « partite », en italien). 

## Fin duXVIesiècleetXVIIesiècle
Chez les compositeurs italiens de la fin du XVIe et du XVIIe siècle, le terme s'applique à une pièce d'un recueil, inspirée d'une danse. La première composition conservée se trouve dans un manuscrit du luthiste Vincenzo Galilei, Libro d’intavolatura di liuto, nel quale si contengono i passamezzi, le romanesche, i saltarelli, et le gagliarde, copié en 1584, mais probablement composé vingt ans plus tôt, avec pour titres : Romanesca undecima con cento parti, Passemezzo sesto con parti, et Aria del Gazzella con XII parti. La première parution est de Prospero Luzi, Opera bellissima nella quale si contengono molte partite et passaggi di gagliarda (1589) ; on trouve aussi la Partite strumentali (perdue) de Carlo Gesualdo. 
Le mot Partita prend le sens de mutation ou modification, comme nos modernes variations, généralement élaborées sur la base d'un air traditionnel : Partite sopra... « variation sur » Ruggiero, zefiro, fidele, monica, folia, puis chaconne et passacaille et des airs divers, qu'on trouve notamment chez Mayone (Partite sopra Fidele, 1603), Giovanni Maria Trabaci (Partite sopra Ruggiero, 1603), Frescobaldi, Michelangelo Rossi, Gregorio Strozzi, Bernardo Storace (partite sopra diverse arie, 1664), et Alessandro Scarlatti. Les Italiens continuent à l'employer dans ce sens avec notamment l'expression partite diversi....
Si Reincken (Partite diverse sopra… La Meyerin) conserve le sens de variations sur un thème, la partite est une « suite de pièces... » chez Froberger, élève de Frescobaldi, Libro secondo di toccate… gigue et altre partite (1649) ou Diverse curiose e rare partite musicali (1696).

## Fin duXVIIesiècleetXVIIIesiècle
Avec le XVIIIe siècle, notamment dans les pays germaniques, le sens de variation disparaît au profit de la suite de danses, en général : allemande – précédée d'un, ou substituée à un Præmbulum, Fantasia, Symphonia, Ouverture –, courante, sarabande et gigue. Avant la gigue peut s'intercaler musette, bourrée ou menuet) comme chez Christoph Graupner, ou mouvements intitulés Allegro, Largo, etc. 
Apparaît également le sens d'une division d'un recueil : dans le Mensa sonora (1680) de Biber, le musicien articule ses pièces en diverses pars (forme latine du mot). Kuhnau l'utilise aussi dans le sens de suite faisant partie d'un ensemble (Neuer Clavier Übung Erster Theil, Bestehend in Sieben Partiten... 1689), de même que Johann Krieger (Sechs musicalische Partiten, Sei partite musicali 1697).
Avec Bach, se trouve l'opposition entre la partita, proche de l'esprit de la sonata da camera, composée d'une suite de danses et la Sonata, ayant pour modèle la sonate da chiesa. Les Sonates et partitas pour violon seul en sont l'exemple parfait. Mais, s'il appelle partitas des suites pour clavier (Clavierübung), il conserve le terme pour des variations de chorals pour orgue (partite diverse sopra..., BWV 766-769), comme les Italiens du XVIIe siècle. 
Ces partitas sont un des sommets du répertoire, et le mot semble impliquer, pour Bach, une haute virtuosité et des sommets de la littérature pour leurs instruments respectifs :
- Six partitas pour le clavecin BWV 825-830
- Six sonates et partitas pour violon solo BWV 1001-1006
- Partita pour flûte BWV 1013

Haydn nomme certaines de ses sonates pour clavecin de jeunesse, du terme de partita, l'œuvre conservant la même tonalité majeure ou mineur, tout au long des quatre mouvements, à l'instar des anciennes suites. 
À Vienne à partir de 1720-50, le terme parthia s'applique à la symphonie de chambre, particulièrement populaire en Autriche ; Michael Haydn à Salzbourg, étant le dernier vers 1770, la forme laisse la place à l'évolution de la symphonie. Parthia s'applique également aux œuvres pour instruments à vent, notamment la « Gran Partita » de  Mozart (sérénade à vent KV 361), constituée de sept mouvements et composée au début des années 1780. En général la parthia est pour octuor (deux hautbois, deux clarinettes, deux cors et deux bassons) souvent augmenté d'un contrebasson ou d'une contrebasse (comme pour les 13 de Franz Krommer, ou Antonio Rosetti). La forme est proche d'une symphonie : quatre mouvements (parfois cinq), avec en seconde place le Minuetto.

## Époque contemporaine
Exemples au XXe siècle :
- Partita pour piano et petit orchestre op. 42 d'Alfredo Casella (1924-1925)
- Partita pour orchestre de Giorgio Federico Ghedini (1926)
- Partita pour orchestre de Goffredo Petrassi (1932)
- Partita pour violone et orchestre de Ture Rangström (1933)
- Partita pour orchestre de Reinhard Schwarz-Schilling (1935)
- Partita pour clavecin, flûte, hautbois, deux violons, alto et violoncelle de Vittorio Rieti (1945)
- Partita de Georges Auric (1955)
- Partita pour piano de Germaine Tailleferre (1957)
- Partita pour piano de Arvo Pärt (1959)
- Partita pour clavecin de Daniel Pinkham (1964)
- Partita pour violon seul de Vytautas Barkauskas (1967)
- Partita pour clavecin et orchestre de Krzysztof Penderecki (1972)
- Partita pour violon de Sergey Zhukov (1982)
- Partita pour 54 cordes, clavecin, timbales et cloches tubulaires de Vladimír Godár (1983)
- Partita pour orchestre de Jiří Kalach (1985)
- Fantasy-partita pour clavecin de Robert Baksa (1987)
- Partita pour orchestre d’Elliott Carter (1994)